# Kim Bok-nam salinsageonui jeonmal
Kim Bok-nam salinsageonui jeonmal (hangul: 김복남 살인사건의 전말; hanja: 金福南 殺人事件의 顚末; rr: Kim Bok-nam Salinsageonui Jeonmal; lit. Toda a história do caso de assassinato de Kim Bok-nam; bra: Endemoniada) é um filme de terror sul-coreano de 2010 estrelado por Seo Young-hee e Ji Sung-won. O filme estreou como seleção oficial da Semana da Crítica no Festival de Cinema de Cannes de 2010.
É a estreia na direção de Jang Cheol-soo, que trabalhou como assistente de direção nos filmes de Kim Ki-duk Samaria e Bom yeoreum gaeul gyeoul geurigo bom. O filme foi um sucesso estrondoso na Coreia, com retornos de bilheteria excedendo em muito seu orçamento de ₩ 700 milhões (US$ 636.363).

## Elenco

### Personagens principais
- Seo Young-hee – Kim Bok-nam
- Ji Sung-won – Hae-won
- Park Jeong-hak – Man-jong
- Baek Su-ryun – avó de Dong-ho
- Bae Sung-woo – Cheol-jong
- Oh Yong – Deuk-su
- Lee Ji-eun – Kim Yeon-hee
- Kim Gyeong-ae – avó de Pa-ju
- Son Yeong-sun – avó de Sun-yi
- Lee Myeong-ja – avó de Gae-tong
- Yu Sun-cheol – velho com Alzheimer
- Jo Deok-jae – Policial Seo
- Chae Shi-hyeon – Mi-ran

### Personagens coadjuvantes
- Tak Seong-eun – Ji-su
- Hong Seung-jin – Yankee's
- Hwang Min-ho – Dodger's
- Hong Jae-seong – Policial Jang
- Jeong Gi-seob – Oficial Choi
- Ahn Jang-hun – Sr. Jang
- Myeong Ro-jin – Gerente de banco
- Kim Gyeong-ran – Velha senhora no banco
- Jae Min – Vítima
- Park Jeong-sun – Pai da vítima
- Seong Won-yong – Supervisor
- Han Dong-hak – Superintendente
- Yuk Sae-jin – Policial mudo
- Shim Seung-hyeon – Policial mudo
- Kim Yong – Policial de Seul
- Yu Seung-oh – Policial de Seul
- Na Jong-ho – Velho aldeão
- Hang Hae-ji – Filha do velho aldeão
- Yu Ae-jin – Jovem Bok-nam
- Chun Yeong-min – Jovem Hae-won
- Park Jong-bin – Jovem Man-jong
- Lee Da-un – Jovem Cheol-jong
- Park Seung-ah – Jovem Deok-su
- Kim Woo-seok – Jovem Seo
- Seo Seung-hwa – Banqueiro
- Kim Hyeon-su – Banqueiro
- Lee Kang-hee – Garçonete de salão de chá
- Ahn Su-yeon – Garçonete de restaurante
- Kim Woo-geun – Garoto de cupons